# جاك دونغارا
جاك دونغارا (من مواليد 18 يوليو 1950) هو أستاذ متميز في الجامعة الأمريكية لعلوم الحاسوب في قسم الهندسة الكهربائية وعلوم الحاسوب في جامعة تينيسي. يشغل منصب عضو فريق البحث المتميز في قسم علوم الحاسوب والرياضيات في مختبر أوك ردج الوطني، وزمالة تورينج في كلية الرياضيات بجامعة مانشستر، وهو أستاذ مساعد في قسم علوم الحاسوب بجامعة رايس. شغل منصب زميل هيئة تدريس في معهد الدراسات المتقدمة بجامعة تكساس إيه آند إم (2014-2018). دونغارا هو المدير المؤسس لمختبر الحوسبة المبتكرة.